# Groß Kienitz
Groß Kienitz ist ein Ortsteil der Gemeinde Blankenfelde-Mahlow im Landkreis Teltow-Fläming in Brandenburg. Klein Kienitz liegt etwa drei Kilometer entfernt.

## Geschichte

### Frühzeit bis 14. Jahrhundert

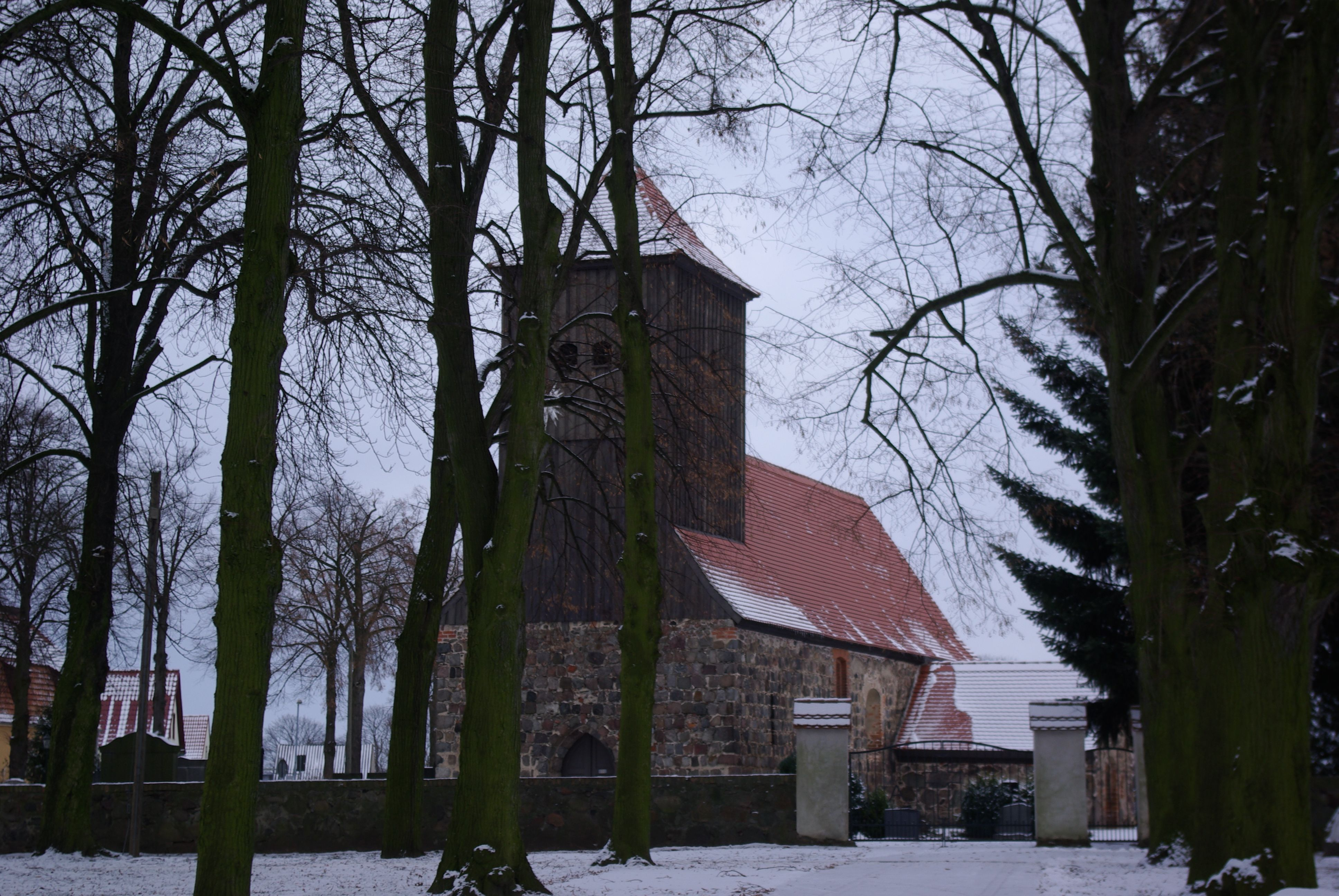
Die Dorfkirche von Groß Kienitz

In der Nähe von Groß Kienitz wurden Spuren jungsteinzeitlicher Siedlungen sowie das Großsteingrab Groß Kienitz, eine ebenfalls aus der Jungsteinzeit stammende megalithische Grabanlage, entdeckt.
Groß Kienitz wurde im Jahr 1305 als in villa Kynitz erstmals urkundlich erwähnt. Es war zu dieser Zeit ein Kirchdorf und gehörte einem Busso Gruvelhut. Das Kirchenpatronat lag beim Kloster Spandau. Im 1375 erschien Magna Kinitz, Kynitz im Landbuch Karls IV. Das Dorf war 44 Hufen groß, davon entfielen auf den Pfarrer drei abgabenfreie Pfarrhufen. Es gab einen Krug, acht Kötterhöfe sowie einen Schulzen. Herrscher über den Ort war mittlerweile Heine Karre, der die Ober- und Untergerichtsbarkeit hielt und einen Anteil des Zinses bekam. Das Kirchenpatronat lag beim Kloster. Es erhielt auch die Getreidebede, während weitere Abgaben aus neun Hufen an die Familie Schaum, Bürger aus Berlin, entrichtet werden mussten. Ebenso am Ort waren die Familien Diricke und Wusterhausen, beides Bürger aus Cölln, die Familie Glase, die Familie Spiel, ein Herr Lintow mit Bruder, eine Frau Milow sowie der Schulze beteiligt.

### 15. bis 17. Jahrhundert
Im Jahr 1450 wurde Groten Kinitz geteilt. Es entstanden im Wesentlichen zwei Herrschaftsanteile über das 44 Hufen große Dorf. Eine Hälfte erhielt vor 1450 die Familie Milow über das Dorf und vier freie Hufen. Der zweite Anteil ging vor 1450 an die Familie Zeuschel aus Berlin, die Hebungen vom Schulzenhof sowie von sieben Hufnern und fünf anderen Höfen erhielten. Ihr Anteil wurde 1482 an die von Quast mit Hebungen und Ober- sowie Untergerichtsbarkeit verpfändet. Der erste Anteil ging 1484 an die von Schlabrendorf. Sie hielten die Ober- und Untergerichtsbarkeit sowie bis auf einige kurfürstliche Pachtanteile weitere Rechte zugesprochen. Nach 1570 übernahmen weitere Besitzer den halben Anteil an Groß Kienitz sowie das Patronat, darunter die Familie Eggert, die von Hake und die von Liepe. Vor 1688 gelangte dieser Anteil an das Amt Köpenick.
Der zweite Anteil kam von 1494 bis 1621 an die Flans zu Großmachnow und wurde anschließend nochmals geteilt. Der erste Anteil kam 1621 mit einem Viertel der Ober- und Untergerichtsbarkeit sowie dem Kirchenpatronat an das Haus Großmachnow und damit an die von Borgsdorf, bzw. 1692 an die von Schlabrendorf. 1724 ging dieser Anteil an die Herrschaft Königs Wusterhausen. Der zweite Anteil ging von 1628 bis 1677 an das Haus Altglienicke und damit an die von Gröben, von Klitzing, von Lynar und List. 1677 übernahm das Amt Köpenick ein Viertel der Gerichtsbarkeiten und das Patronat, vor 1688 den von Liepschen Anteil und damit drei Viertel der Gerichtsbarkeiten und des Patronats. 1729 kam auch dieser Anteil an die Herrschaft Königs Wusterhausen. Einen dritten Anteil hielten von vor 1474 bis nach 1688 die von Liepe über fünf Hufen (1474) bzw. Hebungen von einem Hufner (1540, 1688). In dieser Zeit kam es zum Dreißigjährigen Krieg, der in Groß Kientz zu Verlusten führte. 1624 lebten im Ort 13 Hufner, vier Kötter, ein Schmied sowie ein Hirte. Nach dem Krieg waren es der Schulze, neun Bauern mit Sohn, acht Knechte und zwei Kötter.

### 18. Jahrhundert
Im Jahr 1704 gab es in Groß Kienitz „von alters her“ sieben Ganzbauern, sechs Halbbauern, vier Kötter. Zwei Kötterhöfe waren nach dem Krieg noch wüst, also nicht neu besetzt worden. 1711 waren es bereits wieder 11 Hufner, zwei Kötter, einen Hirten, einen Knecht und ein Schmied. Sie zahlten für insgesamt 41 Hufen je acht Groschen Abgaben. Im Jahr 1745 gab es im Ort 12 Bauern, zwei Kötter und einen Krug. 1771 bestand Groß Kienitz aus 13 Giebeln (=Wohnhäuser); im Ort lebten ein Schmied, ein Hirte sowie ein Schäferjunge. Die Abgaben lagen nach wie vor bei acht Groschen je Hufe.

### 19. Jahrhundert
1801 war Groß Kienitz auf zehn Ganzbauernhöfe angewachsen. Es gab fünf Kötterhöfe, eine Schmiede und einen Krug. Im Ort gab es 18 Feuerstellen (=Haushalte). Bis auf das Jahr 1840 war die Anzahl der Wohngebäude auf 17 Wohnhäuser angewachsen. 1858 gab es 18 Hofeigentümer mit 51 Knechten und Mägden sowie 23 Tagelöhnern. Im Ort gab es 18 Besitzungen. 13 waren zwischen 30 und 300 Morgen groß (zusammen 2124 Morgen), eine weitere 13 Morgen groß sowie vier kleinere Besitzung mit insgesamt vier Morgen. Mittlerweile hatten sich einige Gewerke im Ort niedergelassen. Es gab zwei Schneidermeister und zwei Gesellen sowie einen Grobschmiedemeister. Groß Kienitz wuchs weiter: 1860 gab es zwei öffentliche, 21 Wohn- und 61 Wirtschaftsgebäude.

### 20. Jahrhundert
Im Jahr 1900 bestanden 23 Häuser; 1931 bereits 28 Wohnhäuser. 1939 gab es 12 land- und forstwirtschaftliche Betriebe mit einer Größe zwischen 20 und 100 Hektar, einen Betrieb mit einer Größe zwischen 10 und 20 Hektar sowie acht kleinere Betriebe mit einer Größe zwischen 0,5 und fünf Hektar. Nach dem Zweiten Weltkrieg wurden 19 Hektar des Gutes Selchow freiwillig abgetreten und in ein Volksgut umgewandelt. Weiterhin entstanden zwei Wirtschaftsbetriebe mit einer Größe zwischen fünf und zehn Hektar. 1953 gründete sich eine erste LPG vom Typ III, die sich jedoch wieder auflöste. 1957 neu gegründet hatte sie 41 Mitglieder und bewirtschaftete 408 Hektar Nutzfläche. Bis 1962 war die Anzahl auf 62 Mitglieder bei 504 Hektar Fläche angewachsen. 1973 schlossen sich die LPG mit der LPG in Dahlewitz zur LPG Groß Kienitz-Dahlewitz zusammen.
Die früher selbstständige Gemeinde wurde am 26. Oktober 2003 zusammen mit Blankenfelde, Dahlewitz, Jühnsdorf und Mahlow zur amtsfreien Gemeinde Blankenfelde-Mahlow zusammengeschlossen.

## Bevölkerungsentwicklung
| Jahr      | 1734 | 1772 | 1801 | 1817 | 1840 | 1858 | 1895 | 1925 | 1939 | 1946 | 1964 | 1971 |
| Einwohner | 130  | 132  | 136  | 111  | 139  | 186  | 171  | 181  | 181  | 266  | 178  | 146  |

## Ehemaliges Wappen
Vor der Gemeindegebietsreform führte die bis dahin eigenständige Gemeinde Groß Kienitz das nebenstehende Wappen. Es zeigt ein stilisiertes Taufbecken, das von Lindenblättern umgeben ist. Die Lindenblätter beziehen sich auf den Lindenreichtum der Gemeinde, das Taufbecken befindet sich in der Groß Kienitzer Kirche.

## Wirtschaft
Bis zur Wende war Groß Kienitz durch Agrarwirtschaft geprägt. Die „LPG Eintracht“ galt als eine der effektivsten im Kreis Zossen. Nach der Wende wurde das Hauptaugenmerk auf Gewerbeansiedlungen gelegt. So entstand u.&a. der Golfclub Gross Kienitz e. V. und es konnte die Hauptverwaltung der Getränkefachmarktkette Getränke Hoffmann für Groß Kienitz gewonnen werden.

## Sehenswürdigkeiten
Neben der Dorfkirche als Baueinzeldenkmal in Blankenfelde-Mahlow existieren auch mehrere Naturdenkmale in der Gemeinde.

## Verkehr
Über die A 10 und die B 96 ist der Ort an das Fernstraßennetz angebunden. Unmittelbar nordwestlich grenzt der Flughafen Berlin Brandenburg an.
Von 1900 bis 1951 verfügte Groß Kienitz über einen eigenen Bahnhof, der von der Rixdorf-Mittenwalder Eisenbahn-Gesellschaft bedient wurde.